# Corteza suprarrenal
La corteza suprarrenal está situada rodeando la circunferencia de la glándula suprarrenal. Su función es la de regular varios componentes del metabolismo con la producción de mineralcorticoides y glucocorticoides que incluyen a la aldosterona y al cortisol. La corteza suprarrenal también es un lugar secundario de síntesis de andrógenos. 
La corteza suprarrenal puede dividirse en tres capas diferentes de tejido basado en los tipos celulares y la función que realizan.
- Zona glomerular: Encargada de la producción de mineralcorticoides, sobre todo, aldosterona. Presenta grupos redondeados a manera de cordones ovoides, separados por delicadas trabéculas de tejido conectivo que contienen escasos capilares sinusoides. En una preparación de Hematoxilina-Eosina, las células presentan un núcleo redondo intensamente teñido y un citoplasma escaso y poco teñido. También poseen abundante REL, numerosas mitocondrias y vesículas de triglicéridos
- Zona fascicular: Encargada de la producción de glucocorticoides, principalmente cortisol, cerca del 95%. Es la capa más predominante. Sus células forman columnas separadas por tabiques de tejido conectivo y capilares. Sus células se denominan espongiocitos, son voluminosas y grandes, con un abundante citoplasma que es poco teñido.  Además de que presentan abundante REL y vesículas lipídicas
- Zona reticular: Encargada de la producción de andrógenos (como la  testosterona) y estrógenos (como el estradiol). Es la capa más interna y de transición, conformada por células pequeñas muy juntas y colocadas irregularmente en cordones entrecruzados o anastomosados.